# Common measure
Das Common measure oder Common metre ist eine in der englischen Dichtung verbreitete vierzeilige Strophenform mit Reimschema [xaxa], die zwischen jambischem Vierheber und jambischem Dreiheber alterniert. Das Schema der Strophe ist in metrischer Notation:
◡—◡—◡—◡—

◡—◡—◡—

◡—◡—◡—◡—

◡—◡—◡—
Als Beispiel eine Strophe aus A Red, Red Rose von Robert Burns:
As fáir art thóu, my bónie láss,

So déep in lúve am Í:

And Í will lúve thee stíll, my déar,

Till á’ the séas gang drý.
Und aus Samuel Taylor Coleridges The Rime of the Ancient Mariner:
The Sún came úp upón the léft,

Out óf the Séa came hé:

And hé shone bríght, and ón the ríght

Went dówn intó the Séa.
Die wegen der Verbreitung im Kirchenlied als Hymnal stanza bezeichnete Strophenform ist metrisch gleich, hat aber als Reimschema den Kreuzreim [abab]. Als Beispiel das sehr bekannte Kirchenlied Amazing Grace von John Newton (1779):
Amázing Gráce, how swéet the sóund,

That sáved a wrétch like mé!

I ónce was lóst, but nów am fóund,

Was blínd, but nów I sée.
Eine Variante mit verkürztem, nur dreihebigem erstem Vers wird als Short measure bezeichnet:
◡—◡—◡—

◡—◡—◡—

◡—◡—◡—◡—

◡—◡—◡—
Die entsprechende kreuzgereimte Form ist die Short hymnal stanza. Als Beispiel die erste Strophe von George Herberts The Elexir:
Teach mé, my Gód and Kíng,

In áll things thée to sée,

And whát I dó in ány thíng,

To dó it ás for thée […]
Umgekehrt sind beim Long measure alle Verse vierhebig:
◡—◡—◡—◡—

◡—◡—◡—◡—

◡—◡—◡—◡—

◡—◡—◡—◡—
Entsprechend wieder in der kreuzgereimten Long hymnal stanza.
Die vierzeiligen Formen können zu Achtzeilern verdoppelt werden. Die entsprechenden Bezeichnungen sind Common octave, Hymnal octave, Short octave, Short hymnal octave, Long octave and Long hymnal octave.
Schließlich gibt es noch die als Short particular measure bezeichnete sechzeilige Strophe mit dem Schema
◡—◡—◡—

◡—◡—◡—

◡—◡—◡—◡—

◡—◡—◡—

◡—◡—◡—

◡—◡—◡—◡—
die meist nach dem Schema [aabaab] gereimt wird.
Im Bau ähnlich dem Common metre ist Ballad stanza („Balladenstrophe“) oder auch Ballad metre, mit dem Unterschied, dass die Verse nicht regelmäßig jambisch sein müssen, sondern dass lediglich die Zahl der Hebungen und die männliche Kadenz festgelegt sind. Ein Beispiel aus der Volksballade Lord Thomas and Fair Annet:
‘O árt thou blínd, Lord Thómas?’ she sáid,

‘Or cánst thou not véry well sée?

Or dóst thou not sée my ówn heart’s blóod

Runs tríckling dówn my knée?’
Man kann die Verspaare aus Vier- und Dreiheber auch als An- und Abvers einer siebenhebigen Langzeile auffassen. In dieser Langzeilenform erscheint die Balladenstrophe zum Beispiel in Kiplings Ballad of East and West (1889):
The Cólonel’s són has táken hórse, and a ráw rough dún was hé,

With the móuth of a béll and the héart of Héll and the héad of a gállows-trée.
In der deutschen Literatur entspricht dem Ballad metre die Chevy-Chase-Strophe.
Der Name bezieht sich auf die um 1550 entstandene Volksballade The Ancient Ballad of Chevy-Chase über eine verhängnisvolle Jagd in den Cheviot Hills in Northumberland, die als Eingangsgedicht von Percys berühmter Sammlung Reliques of Ancient English Poetry (1765) erschien. Die erste Strophe lautet:
The Pérse owt óf Northómbarlánde

And a vówe to Gód mayd hé

That hé wolde húnte in thé mountáyns

Off Chýviat withín dayes thré.